# 斯内克敦 (亞利桑那州)
斯內克敦（英語：Snaketown）是位於美國亞利桑那州皮納爾縣的一個非建制地區。該地的面積和人口皆未知。

## 地理
斯內克敦的座標為33°10′59″N 111°55′11″W / 33.18306°N 111.91972°W，而該地的平均海拔高度為358米（即1175英尺）。